# Virgin Music
Virgin Music, до 2022. познат као Virgin Music Label & Artist Services и првобитно Caroline Distribution, је музички дистрибутер независних извођача и дискографских кућа. Налази се у власништву предузећа Universal Music Group.

## Извођачи
- Јелена Карлеуша